# Ингалинское сельское поселение (Тюменская область)
Ингалинское се́льское поселе́ние — муниципальное образование в Упоровском районе Тюменской области Российской Федерации.
Административный центр — село Ингалинское.

## История
Статус и границы сельского поселения установлены Законом Тюменской области от 5 ноября 2004 года № 263 «Об установлении границ муниципальных образований Тюменской области и наделении их статусом муниципального района, городского округа и сельского поселения».

## Население
| 2010 | 2011 | 2012 | 2013 | 2014 | 2015 | 2016 |
| ---- | ---- | ---- | ---- | ---- | ---- | ---- |
| 969  | →969 | ↘953 | ↗979 | ↘972 | ↘969 | ↗972 |
| 2017 | 2018 | 2019 | 2020 | 2021 |      |      |
| ↘965 | ↗966 | ↘953 | ↘900 | ↗905 |      |      |

## Состав сельского поселения
| № | Населённый пункт | Тип населённого пункта       | Население |
| - | ---------------- | ---------------------------- | --------- |
| 1 | Ингалинское      | село, административный центр | 609       |
| 2 | Лыково           | деревня                      | 194       |
| 3 | Нифаки           | деревня                      | 166       |